# Соломони, Джузеппе
Джузеппе (Иосиф) Соломони (итал. Giuseppe Solomoni; вторая половина XVIII-го — первая половина XIX века) — итальянский артист балета и балетмейстер, долгое время работавший в России.

## Биография
Дата рождения и смерти Соломони неизвестны. В 1770-х годах он работал в Вене совместно с Жаном-Жоржем Новерром. В 1782 году приехал в Москву, где поступил в труппу Петровского театра, вначале рядовым танцовщиком. Согласно воспоминаниям балетмейстера А. П. Глушковского, Соломони происходил из семьи артистов, выступавших в XVIII веке в Вене и Венеции. Танцовщицей была и его жена; их дети также стали артистами балета, актёрами и музыкантами.
В 1784 году Соломони стал балетмейстером Петровского театра; затем, в 1800 году, — ведущим балетмейстером (после ухода Франческо Морелли). Он также был педагогом и балетмейстером крепостных театров Н. П. Шереметева (1786) и Н. Б. Юсупова (1810—1822). Кроме того, с 1810 года Соломони был учителем танцев в Московском благородном пансионе, а в 1822 году — в Московском университете.
Заняв пост балетмейстера, Соломони обратился к искусству Ж.-Ж. Новерра и начал ставить на сцене Петровского театра его балеты. Так, в 1800 году он поставил балет «Медея и Язон», в 1802 — «Туалет Венеры», в 1805 — «Мщение за смерть Агамемнона». В числе оригинальных постановок были «Аполлон и Дафна» Филидора (1799), «Живой мертвец» Старцера (1801), «Алонзо и Кора» Капуция (1804), «Суд Париса» Стеллато (1805) и пр.
Балеты Новерра в постановке Соломони и его собственные эксперименты в жанре «серьёзного балета» имели мало успеха, поскольку коренным образом отличались от привычных московскому зрителю. Тем не менее деятельность Джузеппе Соломони способствовала развитию балетного искусства в Москве.